# Sławomir Musielak
Sławomir Musielak (ur. 3 czerwca 1990 w Kościanie) – polski żużlowiec.
Brat Tobiasza Musielaka, również żużlowca.

## Życiorys
Karierę żużlową rozpoczął pod wpływem Adama Łabędzkiego, byłego polskiego żużlowca, obecnie motorowodniaka reprezentującego Austrię. Pierwsze treningi odbywał na minitorze w podleszczyńskich Pawłowicach pod okiem trenera Stanisława Śmigielskiego.
Licencję żużlową zdał 13 czerwca 2006 w barwach Unii Leszno. Jego pierwszym trenerem klubowym był Czesław Czernicki. 4 kwietnia 2007 podczas krajowych eliminacji do indywidualnych mistrzostw świata juniorów w Grudziądzu doznał poważnego złamania nogi. Kontuzja ta wyeliminowała go niemal na cały sezon 2007. W 2008 został wypożyczony z Unii Leszno do drugoligowego Startu Gniezno. 22 czerwca 2008 podczas wyjazdu żużlowców Startu na mecz ligowy do Równego na Ukrainie, spłonął bus wiozący wszystkie 11 motocykli zawodników, w tym sprzęt Musielaka.
Od sezonu 2012 na wypożyczeniu z Unii Leszno, reprezentuje barwy drugoligowego Kolejarza Rawag Rawicz. Razem ze swoim obecnym zespołem awansował do I ligi żużlowej na sezon 2013.

## Kluby
- Polska liga żużlowa
  - 2006–2007 – Unia Leszno
  - 2008 – Start Gniezno
  - 2009–2011 – Unia Leszno
  - 2011–2012 – Kolejarz Rawag Rawicz
- Duńska liga żużlowa
  - 2009 – Vojens Speedway Club
- Czeska liga żużlowa
  - 2012 - AK Slany

## Największe sukcesy w karierze
Sezon 2009:
- Młodzieżowe Drużynowe Mistrzostwa Polski: 3. miejsce
- Młodzieżowe Indywidualne Mistrzostwa Polski: 2. miejsce
- Srebrny Kask: 3. miejsce
- Indywidualne Mistrzostwa Europy Juniorów: 6. miejsce
- Mistrzostwa Polski par Klubowych: 3. miejsce
- Młodzieżowe Mistrzostwa Polski Par Klubowych: 1. miejsce
- Drużynowe Mistrzostwa Europy Juniorów: 1. miejsce